# 宮崎晃吉
宮崎 晃吉（みやざき みつよし、1982年〈昭和57年〉5月1日 - ）は、日本の建築家、経営者。一級建築士。
株式会社HAGISO代表取締役。一般社団法人日本まちやど協会副理事。
父はピアニストの宮崎幸夫。

## 略歴
群馬県前橋市生まれ。
2006：東京藝術大学美術学部建築科 卒業。
2008年、東京藝術大学大学院美術研究科修士課程（建築設計 六角鬼丈研究室）修了後、磯崎新アトリエ勤務。
2011年より独立し建築設計やプロデュースを行うかたわら、2013年より、自社事業として東京・谷中を中心エリアとした築古のアパートや住宅をリノベーションした飲食、宿泊事業を設計および運営している。hanareで2018年グッドデザイン賞金賞受賞/ファイナリスト選出など。
著書に顧彬彬と共著で「最小文化複合施設ーたまたま住んだ一軒のアパートからはじまる、東京・谷中の物語」など
hanareで2018年グッドデザイン賞金賞受賞、ファイナリスト選出など。
- 1982：群馬県生まれ
- 2006：東京藝術大学美術学部建築科　卒業
- 2008：東京藝術大学大学院美術研究科建築設計　六角研究室　修了
- 2008-2011：㈱磯崎新アトリエ　勤務
- 2013：HAGISO代表、設計事務所 HAGI STUDIO開設
- 2016：株式会社HAGI STUDIO　代表取締役
- 2022：株式会社HAGISO　代表取締役
- 東京藝術大学　建築科　非常勤講師（2015-2022）
- 京都造形大学　非常勤講師（2013-2016）
- 東京都立大学　非常勤講師（2022-2023）
- 芝浦工業大学　非常勤講師（2022-）
- 東京藝術大学　藝術未来研究場　特任准教授（2024-）
- 一般社団法人 日本まちやど協会 代表理事（2017-2024）副理事(2024-)
- 株式会社 まちあかり舎 取締役（2018-）
- 株式会社 富岡まち繰るみ舎 取締役（2018-）
- 一般社団法人HEAD研究会　リノベーションTF 委員長 （2018-）
- 内閣官房　歴史的資源を活用した観光まちづくり専門家会議 メンバー（2018-）

## 建築作品
| 名称                       | 年     | 所在地       | 国   | 状態 | 備考 |
| -------------------------- | ------ | ------------ | ---- | ---- | ---- |
| 最小文化複合施設HAGISO     | 2013年 | 東京都台東区 | 日本 | 現存 |      |
| hanare                     | 2015年 | 東京都台東区 | 日本 | 現存 |      |
| しののめ信用金庫前橋営業部 | 2022年 | 群馬県前橋市 | 日本 | 現存 |      |

## 受賞
- 2004：安宅賞 受賞、山際照明造形美術振興会 奨学生
- 2005：平山郁夫奨学金 奨学生
- 2006：卒業制作首席買い上げ賞 受賞、JIA卒業設計コンクール東京大会「阿部賞」受賞。新建築社吉岡文庫奨学生
- 2011：代官山インスタレーション 2011 審査員特別賞
- 2016：藝大美術エメラルド賞
- 2017：台東区景観まちづくり賞 建築部門 受賞（HAGISO）
- 2018：グッドデザイン賞 金賞受賞 ファイナリスト選出「hanare」
- 2020：グッドデザイン賞「LANDABOUT」「西日暮里スクランブル」

## 著作

### 単著
- 『最小文化複合施設 ーたまたま住んだ一軒のアパートからはじまる、東京・谷中の物語』HAGISO 2024年11月7日 ISBN 978-4-9913874-0-1

### 寄稿
- 『建築をあたらしくする言葉』TOTO出版　2024年10月　ISBN＝978-4-88706-410-2